# Krasnopillea, Korop
Krasnopillea (în ucraineană Краснопілля) este localitatea de reședință a comunei Krasnopillea din raionul Korop, regiunea Cernihiv, Ucraina.

## Demografie
Componența lingvistică a localității Krasnopillea
     Ucraineană (98,99%)
     Rusă (1,01%)
Conform recensământului din 2001, majoritatea populației localității Krasnopillea era vorbitoare de ucraineană (98,99%), existând în minoritate și vorbitori de rusă (1,01%).